# Munida spinifrons
Munida spinifrons är en kräftdjursart som beskrevs av Henderson 1885. Munida spinifrons ingår i släktet Munida och familjen trollhumrar. Inga underarter finns listade i Catalogue of Life.